# مجموعه ورزشی آزادی تهران

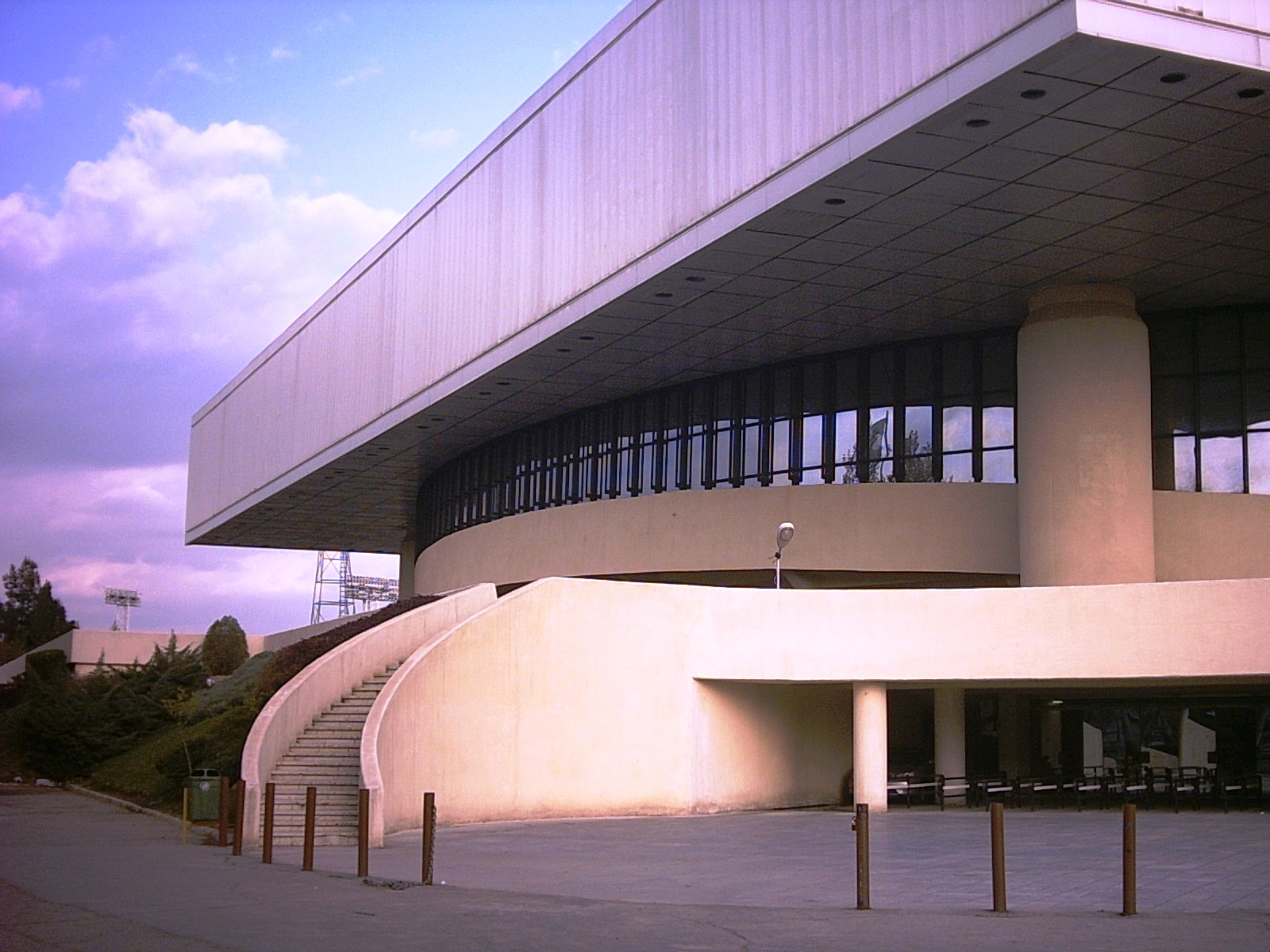
نمایی از سالن دوازده هزار نفری آریا مهر

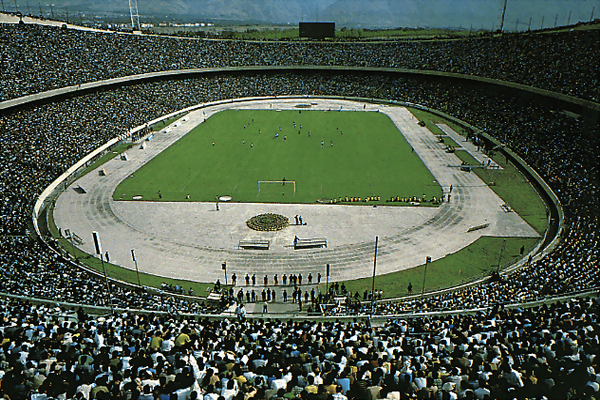
ورزشگاه آریامهر

مجموعه ورزشی آریامهر تهران با نام رسمی مجموعه ورزشی آزادی بزرگترین مجموعه ورزشی ایران است که در غرب شهر تهران  ساخته شده‌است و تحت مدیریت شرکت توسعه و نگهداری اماکن ورزشی کشور متعلق به وزارت ورزش و جوانان اداره می شود. مساحت تقریبی این مجموعه ۴۶۰ هکتار است. که از این میان ۴۰۰٬۰۰۰ مترمربع به فضای ساختمان‌ها اختصاص داده شده‌است. ۱۴۵ هکتار از مجموعه را جنگل تشکیل داده‌است، ۴۵ هکتار به چمن تزئینی و ۸ هکتار نیز به زمین‌های چمن ورزشی اختصاص یافته‌است. هم‌اکنون مدیر مجموعه ورزشی آزادی محسن خمارلو است.

## پیشینه
این مجموعه در آغاز جهت برگزاری بازی‌های آسیایی ۱۹۷۴ (سال ۱۳۵۳خورشیدی) و سپس گرفتن میزبانی المپیک ۱۹۸۴ ساخته شد و در دهم شهریور ۱۳۵۳ گشوده شد. البته ورزشگاه آریامهر تهران سه سال قبل و در ۲۵ مهرماه ١٣۵٠ به بهره‌برداری رسیده‌بود. 
در هنگام بهره برداری، این مجموعه از بهترین و مدرن ترین ها در نوع خود در دنیا بود. پس از میزبانی موفقیت آمیز و تحسین آمیز مسابقات آسیایی ۱۹۷۴ و جام ملت های ۱۹۷۶ در مجموعه آزادی، هدف دوم، گرفتن میزبانی المپیک ۱۹۸۴ برای تهران بود و همچنین این مجموعه خواستار و نامزد میزبانی جام جهانی فوتبال ۱۹۹۰ در استادیوم آریامهر بود. 
تهران تنها رقیب لس‌آنجلس برای کسب میزبانی بود، اما پایتخت ایران با وجود شانس بیشتر از لس‌آنجلس، به خاطر حوادث سیاسی منتهی به انقلاب ۵۷ از فهرست نامزدها کنار گذاشته شده بود و لس‌آنجلس بدون رقیب دیگری به عنوان میزبان المپیک انتخاب شد.
در ادامه ایران در این مجموعه توانست بازی های غرب آسیا ۱۹۹۷ و چند دوره از مسابقات بازی‌های اسلامی بانوان را برگزار کند.
کشور ایران در دومین دوره بازی‌های همبستگی کشورهای اسلامی نیز میزبان بود که این مجموعه در کنار دیگر مجموعه های ایران یکی از مکان های آن مسابقات به شمار می رفت.

## امکانات

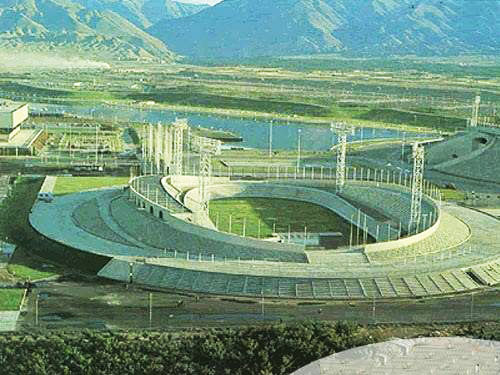
پیست دوچرخه‌سواری و دریاچه در سال‌های آغازین

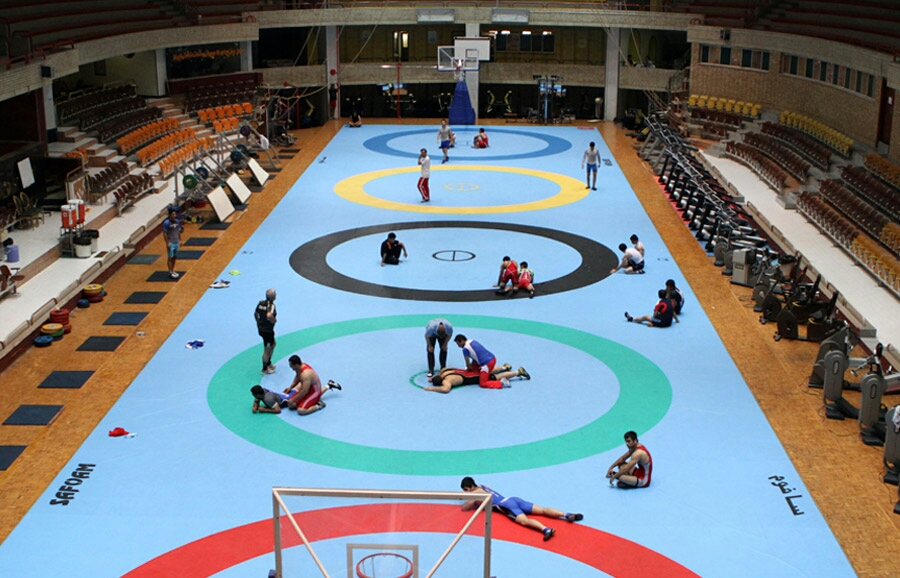
سالن کشتی آزادی (خانه کشتی ایران)

امکانات ورزشی مختلف برای اجرای ورزش‌ها و بازی‌های متفاوت است. از جمله امکانات این مجموعه می‌توان به موارد زیر اشاره کرد:
- ورزشگاه یکصد هزار نفری
- سالن دوازده هزار نفری آزادی
- سالن‌ تیراندازی آزادی
- پیست اسکیت آزادی
- پیست اتومبیل‌رانی آزادی
- پیست موتورسواری آزادی
- دریاچه آزادی (جهت انجام انواع ورزش‌ها آبی)
- پیست کارتینگ
- مجتمع پنج سالن:
  - سالن بسکتبال آزادی
  - سالن والیبال آزادی
  - سالن وزنه‌برداری آزادی
  - سالن کشتی آزادی
  - سالن بانوان آزادی
- زمین‌های تنیس آزادی
- کمپ تیم‌های ملی فوتبال
- مجموعه سوارکاری
- استخر آزادی
- ورزشگاه دوچرخه‌سواری آزادی
- چند زمین فوتبال
- سالن بدنسازی
- زمین بیسبال و کریکت
- جاده تندرستی آزادی (راه دور دریاچه)[۱]

### امکانات رفاهی
این مجموعه هم چنین شامل امکاناتی چون هتل المپیک، خوابگاه، درمانگاه و آتش‌نشانی است.

## ساختمان‌ها اداری
مقر فدراسیون های بسکتبال، والیبال، خانه کشتی و  وزنه برداری در قسمت پنج سالن این مجموعه و ساختمان اداری فدراسیون های کونگ فو و تیراندازی و همچنین ساختمان انجمن ورزش‌ها هوائی و فدراسیون قایقرانی نیز در این مجموعه قرار دارد.

## نگارخانه

ورزشگاه آزادی
ورزشگاه آزادی
سردرب ورودی در زمان ساخت